# Têche
Têche is een gemeente in het Franse departement Isère (regio Auvergne-Rhône-Alpes) en telt 493 inwoners (1999). De plaats maakt deel uit van het arrondissement Grenoble.

## Geografie
De oppervlakte van Têche bedraagt 5,0 km², de bevolkingsdichtheid is 98,6 inwoners per km².
De onderstaande kaart toont de ligging van Têche met de belangrijkste infrastructuur en aangrenzende gemeenten.

## Demografie
Onderstaande figuur toont het verloop van het inwonertal (bron: INSEE-tellingen).